# Sphyrospermum klotzschianum
Sphyrospermum klotzschianum là một loài thực vật có hoa trong họ Thạch nam. Loài này được (Mansf.) A.C.Sm. miêu tả khoa học đầu tiên năm 1933.